# Prisión de Bordeaux
La Prisión de Bordeaux (en francés: Prison de Bordeaux) es una prisión provincial en la ciudad de Montreal, en la provincia de Quebec, al este de Canadá. Se encuentra en 800 Bulevar Gouin oeste en el barrio de Ahuntsic-Cartierville. La prisión fue construida entre 1908 y 1912 por el arquitecto Jean-Omer Marchand para sustituir la prisión de Pied-du-Courant. La prisión alberga actualmente presos varones condenados a menos de dos años de prisión. También cuenta con los presos en espera de juicio. Es la prisión provincial más grande de Quebec, con una capacidad máxima de 1.189 reclusos.